# NGC 364
NGC 364 je galaksija u zviježđu Kit.

## Vanjske poveznice
- SEDS: NGC 364